# エセキエル・カレーラ
エセキエル・マニュエル・カレーラ・レイエス（Ezequiel Manuel Carrera Reyes, 1987年6月11日 - ）は、ベネズエラ・スクレ州ギリア出身のプロ野球選手（外野手）。左投左打。現在はフリーエージェント（FA）。

## 経歴

### プロ入りとメッツ傘下時代
2005年1月9日にニューヨーク・メッツと契約してプロ入り。契約後、傘下のルーキー級ベネズエラン・サマーリーグ・メッツでプロデビュー。45試合に出場して打率.227・8打点・7盗塁の成績を残した。
2006年もルーキー級ベネズエラン・サマーリーグ・メッツでプレーし、57試合に出場して打率.301・1本塁打・19打点・22盗塁の成績を残した。
2007年はまずルーキー級ガルフ・コーストリーグ・メッツでプレーし、45試合に出場して打率.341・1本塁打・26打点・16盗塁の成績を残した。8月20日にA-級ブルックリン・サイクロンズへ昇格するこ、20試合に出場して打率.300・6打点・6盗塁の成績を残した。
2008年はA+級セントルーシー・メッツでプレーし、114試合に出場して打率.263・7本塁打・29打点・28盗塁の成績を残した。

### マリナーズ傘下時代
2008年12月11日にシアトル・マリナーズ、クリーブランド・インディアンス間の三角トレードで、ジェイソン・バルガス、マイク・カープらと共にマリナーズへ移籍した。
2009年は傘下のAA級ウェストテン・ダイヤモンドジャックスでプレーした。91試合に出場して2本塁打・38打点・27盗塁を記録し、打率はサザンリーグの首位打者となる.337を記録した。オフの11月20日にマリナーズとメジャー契約を結び、40人枠入りした。
2010年は開幕からAAA級タコマ・レイニアーズでプレーし、64試合に出場して打率.268・18打点・9盗塁の成績を残した。

### インディアンス時代
2010年6月27日にラッセル・ブラニアンとのトレードで、フアン・ディアスと共にインディアンスへ移籍した。移籍後は傘下のAAA級コロンバス・クリッパーズでプレーし、41試合に出場して打率.286・1本塁打・16打点・11盗塁の成績を残した。
2011年3月7日にインディアンスと1年契約に合意。3月25日にAAA級コロンバスへ配属され、開幕を迎えた。5月20日にメジャーへ昇格し、同日のシンシナティ・レッズ戦でメジャーデビュー。8回表2死一・二塁の場面で代打として出場し、一塁へのセーフティーバントを行い、二塁走者が本塁へ生還したため、メジャー初安打初打点を記録した。昇格後は5試合に出場したが、5月26日にAAA級コロンバスへ降格した。7月13日にミッチ・タルボットが故障者リスト入りしたため、メジャーへ再昇格。7月18日に中堅手のグレイディ・サイズモアが故障者リスト入りしたため、中堅手として先発起用されていたが、8月19日にAAA級コロンバスへ降格。8月20日にシェリー・ダンカンが家族の病気によりロースターから外れたため、代役として再昇格した。この年は68試合に出場し、打率.243・14打点・10盗塁の成績を残した。
2012年3月9日にインディアンスと1年契約に合意。3月18日にAAA級コロンバスへ異動した。開幕後はAAA級コロンバスで97試合に出場し、打率.294・6本塁打・42打点・26盗塁を記録。8月3日にメジャーへ昇格した。同日にDFAとなったジョニー・デイモンに代わって第4の外野手となり、48試合に出場して打率.272・2本塁打・11打点・8盗塁の成績を残した。
2013年3月11日にインディアンスと1年契約に合意したが、3月25日にDFAとなった。

### フィリーズ時代
2013年4月2日にウェイバー公示を経てフィラデルフィア・フィリーズに移籍した。移籍後は控え野手として13試合に出場したが、13打数1安打に終わり、4月30日にDFAとなった。

### インディアンス復帰
2013年5月2日にウェイバー公示を経てインディアンスに復帰した。移籍後は2試合に出場したが、5月5日にDFAとなり、7日にマイナー契約でAAA級コロンバスへ降格した。AAA級コロンバスでは105試合に出場して打率.248・5本塁打・31打点・43盗塁の成績を残した。オフの11月5日にFAとなった。

### タイガース時代
2014年1月9日にデトロイト・タイガースとマイナー契約を結んだ。傘下のAAA級トレド・マッドヘンズで開幕を迎え、97試合に出場。打率.307・6本塁打・41打点・43盗塁と活躍し、8月1日にタイガースとメジャー契約を結んだ。昇格後は45試合に出場して打率.261・2打点・7盗塁の成績を残した。オフの11月20日にDFAとなり、25日にマイナー契約を拒否したため、FAとなった。

### ブルージェイズ時代
2014年12月3日にトロント・ブルージェイズとマイナー契約を結んだ。
2015年の開幕は傘下のAAA級バッファロー・バイソンズで迎え、5月2日にメジャー契約を結んでアクティブ・ロースター入りした。8月1日にDFAとなり、3日に40人枠を外れる形でAAA級バッファローへ配属された。その後、17日に昇格し、再びメジャー契約を結んだ。この年は控え外野手として91試合に出場し、いずれも自己ベストとなる打率.273・3本塁打・26打点という成績をマークした。守備面では、外野の3ポジション合わせてDRSが - 10であり、どちらかと言えばチームの足を引っ張った恰好になった。
2016年は外野のスーパーサブとして起用され、自己最多の110試合に起用された。バッティング面では打率.248・6本塁打・23打点・7盗塁という成績をマーク、本塁打と盗塁、更には他の多くの部門で自己最高の数値を記録した。ディフェンス面では、右翼手の守備に就いたのが最多（65試合）で、無失策・DRS + 8というハイレベルな守備を見せた。次いで左翼手を45試合で守り、1失策・守備率.977と右翼よりは落ちるものの、DRSは + 1だった。中堅手（5試合）では、無失策ながらDRS - 3だった。
2017年は131試合に出場して打率.282・8本塁打・20打点・10盗塁の成績を残した。
2018年2月26日、呉昇桓の加入に伴ってDFAとなった。その後、3月1日にマイナー契約に切り替わってAAA級バッファローへ配属され、11日に自由契約となった。

### ブルージェイズ退団後
2018年3月12日にアトランタ・ブレーブスとマイナー契約を結んだ。開幕から傘下のAAA級グウィネット・ストライパーズでプレーしていたが、5月17日に自由契約となった。5月18日にニューヨーク・メッツとマイナー契約を結び、21日に傘下のAAA級ラスベガス・フィフティワンズへ配属された。
2019年1月30日にロサンゼルス・ドジャースとマイナー契約を結ぶが、5月7日に解雇となる。5月31日に独立リーグ・カナディアン・アメリカン・リーグのロックランド・ボールダーズと契約するが、4試合の出場後、6月8日にトレードで独立リーグ・アトランティックリーグのロングアイランド・ダックスに移籍。シーズン終了後に退団。

## 詳細情報

### 年度別打撃成績
| 年 度    | 球 団    | 試 合 | 打 席 | 打 数 | 得 点 | 安 打 | 二 塁 打 | 三 塁 打 | 本 塁 打 | 塁 打 | 打 点 | 盗 塁 | 盗 塁 死 | 犠 打 | 犠 飛 | 四 球 | 敬 遠 | 死 球 | 三 振 | 併 殺 打 | 打 率 | 出 塁 率 | 長 打 率 | O P S |
| -------- | -------- | ----- | ----- | ----- | ----- | ----- | -------- | -------- | -------- | ----- | ----- | ----- | -------- | ----- | ----- | ----- | ----- | ----- | ----- | -------- | ----- | -------- | -------- | ----- |
| 2011     | CLE      | 68    | 226   | 202   | 27    | 49    | 8        | 3        | 0        | 63    | 14    | 10    | 5        | 7     | 0     | 16    | 0     | 1     | 35    | 4        | .243  | .301     | .312     | .613  |
| 2012     | CLE      | 48    | 158   | 147   | 20    | 40    | 6        | 3        | 2        | 58    | 11    | 8     | 1        | 1     | 1     | 8     | 1     | 1     | 35    | 3        | .272  | .312     | .395     | .707  |
| 2013     | PHI      | 13    | 16    | 13    | 2     | 1     | 0        | 0        | 0        | 1     | 0     | 0     | 0        | 0     | 0     | 1     | 0     | 2     | 4     | 0        | .077  | .250     | .077     | .327  |
| 2013     | CLE      | 2     | 5     | 4     | 1     | 2     | 0        | 0        | 0        | 2     | 1     | 0     | 0        | 1     | 0     | 0     | 0     | 0     | 1     | 1        | .500  | .500     | .500     | 1.000 |
| '13計    | CLE      | 15    | 21    | 17    | 3     | 3     | 0        | 0        | 0        | 3     | 1     | 0     | 0        | 1     | 0     | 1     | 0     | 2     | 5     | 1        | .176  | .300     | .176     | .476  |
| 2014     | DET      | 45    | 73    | 69    | 12    | 18    | 4        | 1        | 0        | 24    | 2     | 7     | 1        | 0     | 0     | 3     | 1     | 1     | 14    | 2        | .261  | .301     | .348     | .649  |
| 2015     | TOR      | 91    | 192   | 172   | 27    | 47    | 8        | 0        | 3        | 64    | 26    | 2     | 1        | 5     | 2     | 11    | 0     | 2     | 45    | 1        | .273  | .321     | .372     | .693  |
| 2016     | TOR      | 110   | 310   | 270   | 47    | 67    | 9        | 1        | 6        | 96    | 23    | 7     | 4        | 7     | 2     | 27    | 0     | 4     | 70    | 8        | .248  | .323     | .356     | .679  |
| 2017     | TOR      | 131   | 325   | 287   | 38    | 81    | 10       | 1        | 8        | 117   | 20    | 10    | 1        | 5     | 0     | 30    | 0     | 3     | 75    | 4        | .282  | .356     | .408     | .764  |
| MLB：7年 | MLB：7年 | 508   | 1305  | 1164  | 174   | 305   | 45       | 9        | 19       | 425   | 97    | 44    | 13       | 26    | 5     | 96    | 2     | 14    | 279   | 23       | .262  | .324     | .365     | .690  |

- 2017年度シーズン終了時

### 背番号
- 12（2011年 - 2012年）
- 16（2013年 - 同年途中）
- 1（2013年途中 - 同年終了）
- 61（2014年）
- 3（2015年 - 2017年）